# Goudmijn

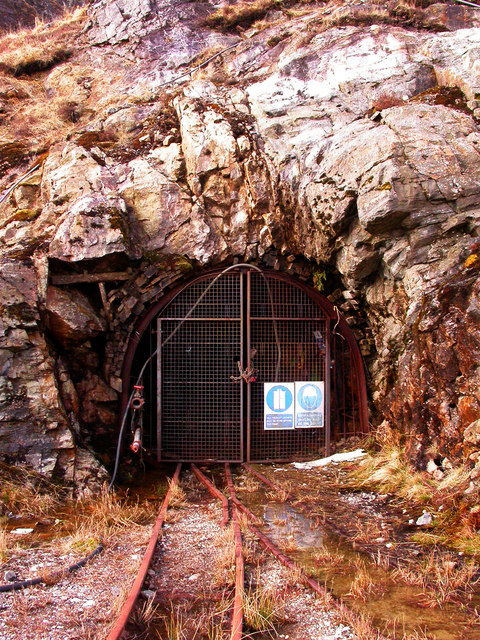
Een goudmijn in Schotland

Een goudmijn is een mijn waaruit goud(erts) wordt gedolven. Dit kan zowel in dagbouw als in schachtbouw. Als een goudmijn helemaal is uitgegraven, is de mijn 'uitgeput'.
Goudmijnen vindt men in verschillende werelddelen: Amerika, Afrika, Azië, Australië. De goudmijnen van Witwatersrand in Zuid-Afrika worden in het algemeen als de meest winstgevende beschouwd.
Goudmijnen hebben vaak de interesse getrokken van emigranten, mensen die huis en haard in de steek lieten, bevangen door de goudkoorts om rijk te worden met het vinden van goud.
Het zelfstandig naamwoord 'goudmijn' wordt ook wel overdrachtelijk gebruikt, als iemand een gat in de markt heeft ontdekt, dus een sector in de markt, waarmee hij onverwacht veel geld weet te verdienen.